# Agnus scythicus

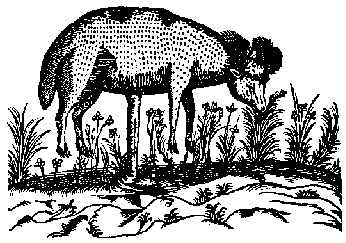
Cây cừu trong minh họa thế kỷ 17

Cây cừu (tiếng Latin: Agnus scythicus hoặc Planta Tartarica Barometz) là một động vật hình cây huyền thoại của Trung Á, được tin là có quả là con cừu. Cừu kết nối với cây bằng một dây rốn và ăn thực vật ở vùng đất xung quanh cây. Khi hết thực vật thì cả cây và cừu đều chết.
Mặc dù hình ảnh cây cừu này bắt nguồn từ suy nghĩ của con người thời Trung cổ nhằm giải thích cho sự tồn tại của sợi bông nhưng cơ sở của huyền thoại lại là một loài cây có thật được gọi là Cẩu tích (Cibotium barometz, một loài cây dương xỉ thuộc chi Cibotium). Cây này có nhiều tên gọi khác nhau như cừu Scythia, Borometz, Barometz hay Borametz; trong đó, ba cách gọi cuối đều là cách viết khác nhau với ý nghĩa địa phương là "cừu". "Con cừu" được tạo ra bằng cách cắt bỏ lá dương xỉ khỏi một đoạn ngắn trên phần thân rễ phủ đầy lông mịn như len của cây. Sau khi lật ngược thân rễ lên thì cái cây ban đầu trông giống một cách lạ thường với một con cừu len có chân là các cuống lá bị cắt đứt. Bảo tàng Vườn (Garden Museum) ở Luân Đôn, Anh có trưng bày một mẫu vật này.